# Carsten Niebuhr
Carsten Niebuhr, född 17 mars 1733, död 26 april 1815, var en tysk matematiker, kartograf och forskningsresande i dansk tjänst, far till Barthold Georg Niebuhr.

## Biografi
Niebuhr antogs 1758 av danska regeringen till medlem av en planerad vetenskaplig expedition till Arabien. Som dansk ingenjörlöjtnant med uppgift att utföra de geografiska uppmätningarna avreste han tillsammans med fyra vetenskapsmän 1761 till Egypten, vistades senare åtta månader i Jemen och var den ende av deltagarna som överlevde resans besvärligheter. År 1763 avseglade han till Bombay och återvände 1764 hem över Persien, Syrien och Turkiet samt återkom 1767 till Danmark. I Persien undersökte han Persepolis ruiner och gjorde noggranna kopior av kilskriftinskrifterna. År 1768 blev Niebuhr kapten och 1778 landskriver i södra Dithmarschen. Niebuhr utgav 1772 Beschreibung von Arabien och 1774-1778 den mera vidlyftiga Reisebeschreibung (två band; band 3 1837; översatt till franska, engelska, nederländska och danska). Därjämte utgav han sin svenske reskamrat Forsskåls arbeten (1775–1776).
Niebuhr invaldes 1776 som utländsk ledamot nummer 99 av Kungliga Vetenskapsakademien.

### Svenska översättningar
- Sammandrag af justitiæ-rådets herr Casten Niebuhrs resa i Levanten och beskrifning om Arabien (översättning Samuel Ödmann, Stockholm, 1787)
- Beskrifning om turkiska rikets stats-förfatning (översättning Johan Adolf Stechau, Stockholm, 1788)